# Lista odcinków serialu Nastoletnia Maria Stuart
Poniżej znajduje się lista odcinków serialu telewizyjnego Nastoletnia Maria Stuart – emitowanego przez amerykańską stację telewizyjną The CW od 17 października 2013 roku. W Polsce serial jest emitowany od 21 października 2014 roku do 22 lutego 2018 roku przez stację AXN White.
| Sezon | Sezon | Odcinki | Oryginalna emisja    | Oryginalna emisja | Oryginalna emisja    | Oryginalna emisja | Oryginalna emisja |
| Sezon | Sezon | Odcinki | Premiera sezonu      | Finał sezonu      | Premiera sezonu      | Finał sezonu      |                   |
| ----- | ----- | ------- | -------------------- | ----------------- | -------------------- | ----------------- | ----------------- |
|       | 1     | 22      | 17 października 2013 | 15 maja 2014      | 21 października 2014 | 31 marca 2015     |                   |
|       | 2     | 22      | 2 października 2014  | 14 maja 2015      | 22 października 2015 | 30 marca 2016     |                   |
|       | 3     | 18      | 9 października 2015  | 20 czerwca 2016   | 4 października 2016  | 29 listopada 2016 |                   |
|       | 4     | 16      | 10 lutego 2017       | 16 czerwca 2017   | 2 listopada 2017     | 22 lutego 2018    |                   |

## Sezon 1 (2013-2014)
| Nr | #  | Tytuł                  | Reżyseria        | Scenariusz                                     | Premiera             | Premiera             |
| -- | -- | ---------------------- | ---------------- | ---------------------------------------------- | -------------------- | -------------------- |
| 1  | 1  | Pilot                  | Brad Silberling  | Laurie McCarthy, Stephanie Sengupta            | 17 października 2013 | 21 października 2014 |
| 2  | 2  | Snakes in the Garden   | Matt Hastings    | Laurie McCarthy                                | 24 października 2013 | 28 października 2014 |
| 3  | 3  | Kissed                 | Holly Dale       | Doris Egan                                     | 31 października 2013 | 4 listopada 2014     |
| 4  | 4  | Hearts and Minds       | Scott Peters     | P.K. Simonds                                   | 7 listopada 2013     | 11 listopada 2014    |
| 5  | 5  | A Chill in the Air     | Bruce McDonald   | Jennie Snyder Urman                            | 14 listopada 2013    | 18 listopada 2014    |
| 6  | 6  | Chosen                 | Bradley Walsh    | Wendy Riss                                     | 21 listopada 2013    | 25 listopada 2014    |
| 7  | 7  | Left Behind            | Jeremiah Chechik | Drew Lindo                                     | 5 grudnia 2013       | 2 grudnia 2014       |
| 8  | 8  | Fated                  | Fred Gerber      | Laurie McCarthy                                | 12 grudnia 2013      | 9 grudnia 2014       |
| 9  | 9  | For King and Country   | Helen Shaver     | Alan McCullough, Edgar Lyall                   | 23 stycznia 2014     | 16 grudnia 2014      |
| 10 | 10 | Sacrifice              | Rachel Talalay   | P. K. Simonds & Daniel Sinclair                | 30 stycznia 2014     | 6 stycznia 2015      |
| 11 | 11 | Inquisition            | Mike Rohl        | Doris Egan                                     | 6 lutego 2014        | 13 stycznia 2015     |
| 12 | 12 | Royal Blood            | Holly Dale       | Wendy Riss Gatsiounis, Alan McCullough         | 27 lutego 2014       | 20 stycznia 2015     |
| 13 | 13 | The Consummation       | Fred Gerber      | Laurie McCarthy                                | 6 marca 2014         | 27 stycznia 2015     |
| 14 | 14 | Dirty Laundry          | Norma Bailey     | Drew Lindo, Edgar Lyall                        | 13 marca 2014        | 3 lutego 2015        |
| 15 | 15 | The Darkness           | Steve DiMarco    | Charlie Craig                                  | 20 marca 2014        | 10 lutego 2015       |
| 16 | 16 | Monsters               | Jeff Renfroe     | Drew Lindo,Wendy Riss Gatsiounis               | 27 marca 2014        | 17 lutego 2015       |
| 17 | 17 | Liege Lord             | Allan Kroeker    | Doris Egan                                     | 10 kwietnia 2014     | 24 lutego 2015       |
| 18 | 18 | No Exit                | Mike Rohl        | Hannah Schneider                               | 17 kwietnia 2014     | 3 marca 2015         |
| 19 | 19 | Toy Soldiers           | Chris Grismer    | Mike Herro, David Strauss                      | 24 kwietnia 2014     | 10 marca 2015        |
| 20 | 20 | Higher Ground          | Sudz Sutherland  | David Babcock,Daniel Sinclair, Alan McCullough | 1 maja 2014          | 17 marca 2015        |
| 21 | 21 | Long Live the King     | Jeremiah Chechik | Wendy Riss Gatsiounis, Drew Lindo              | 8 maja 2014          | 24 marca 2015        |
| 22 | 22 | Slaughter of Innocence | David Frazee     | Laurie McCarthy, Doris Egan                    | 15 maja 2014         | 31 marca 2015        |

## Sezon 2 (2014-2015)
13 lutego 2014, The CW oficjalnie zamówiła 2 sezon Reign
| Nr | #  | Tytuł                      | Reżyseria         | Scenariusz                         | Premiera             | Premiera             |
| -- | -- | -------------------------- | ----------------- | ---------------------------------- | -------------------- | -------------------- |
| 23 | 1  | The Plague                 | Fred Gerber       | Laurie McCarthy                    | 2 października 2014  | 22 października 2015 |
| 24 | 2  | Drawn and Quartered        | Fred Gerber       | Wendy Riss Gatsiounis Drew Lindo   | 9 października 2014  | 29 października 2015 |
| 25 | 3  | Coronation                 | Holly Dale        | Harley Peyton                      | 16 października 2014 | 5 listopada 2015     |
| 26 | 4  | The Lamb and The Slaughter | Sudz Sutherland   | Laurie McCarthy Adele Lim          | 23 października 2014 | 12 listopada 2015    |
| 27 | 5  | Blood for Blood            | Norma Bailey      | P.K. Simonds Nancy Won             | 30 października 2014 | 19 listopada 2015    |
| 28 | 6  | Three Queens               | Steve DiMarco     | Doris Egann                        | 6 listopada 2014     | 26 listopada 2015    |
| 29 | 7  | The Prince of the Blood    | Deborah Chow      | Drew Lindo, Wendy Riss Gatsiounis  | 13 listopada 2014    | 3 grudnia 2015       |
| 30 | 8  | Terror of the Faithful     | Charles Binamé    | Adele Lim, Melody Fox              | 20 listopada 2014    | 10 grudnia 2015      |
| 31 | 9  | Acts of War                | Fred Gerber       | Laurie McCarthy & Nancy Won        | 4 grudnia 2014       | 17 grudnia 2015      |
| 32 | 10 | Mercy                      | Rich Newey        | Wendy Riss Gatsiounis & Drew Lindo | 11 grudnia 2014      | 7 stycznia 2016      |
| 33 | 11 | Getaway                    | Lynne Stopkewich  | Daniel Sinclair                    | 22 stycznia 2015     | 14 stycznia 2016     |
| 34 | 12 | Banished                   | Larysa Kondracki  | Chelsey Lora                       | 29 stycznia 2015     | 21 stycznia 2016     |
| 35 | 13 | Sins of the Past           | Deborah Chow      | Doris Egan, Melody Fox             | 5 lutego 2015        | 28 stycznia 2016     |
| 36 | 14 | The End of the Mourning    | Nathaniel Goodman | Laurie McCarthy, Nancy Won         | 12 lutego 2015       | 4 lutego 2016        |
| 37 | 15 | Forbidden                  | Charles Binamé    | Laurie McCarthy, Nancy Won         | 19 lutego 2015       | 11 lutego 2016       |
| 38 | 16 | Tasting Revenge            | Lee Rose          | P.K. Simonds, Drew Lindo           | 12 marca 2015        | 18 lutego 2016       |
| 39 | 17 | Tempting Fate              | Sudz Sutherland   | Lisa Randolph                      | 19 marca 2015        | 25 lutego 2016       |
| 40 | 18 | Reversal of Fortune        | Anne Wheeler      | Drew Lindo, Wendy Riss Gatsiounis  | 16 kwietnia 2015     | 3 marca 2016         |
| 41 | 19 | Abandoned                  | Deborah Chow      | Nancy Won, Robert Doty             | 23 kwietnia 2015     | 10 marca 2016        |
| 42 | 20 | Fugitive                   | Norma Bailey      | Doris Egan, Daniel Sinclair        | 30 kwietnia 2015     | 17 marca 2016        |
| 43 | 21 | The Siege                  | Andy Mikita       | Adele Lim, Lisa Randolph           | 7 maja 2015          | 24 marca 2016        |
| 44 | 22 | Burn                       | Fred Gerber       | Laurie McCarthy, Nancy Won         | 14 maja 2015         | 31 marca 2016        |

## Sezon 3 (2015-2016)
11 stycznia 2015 roku ogłoszono, że stacja The CW zamówiła 3 sezon serialu.
| Nr | #  | Tytuł                    | Reżyseria         | Scenariusz                       | Premiera             | Premiera AXN White   |
| -- | -- | ------------------------ | ----------------- | -------------------------------- | -------------------- | -------------------- |
| 45 | 1  | Three Queens, Two Tigers | Holly Dale        | Rob Thomas                       | 9 października 2015  | 4 października 2016  |
| 46 | 2  | Betrothed                | Fred Gerber       | Lisa Randolph                    | 16 października 2015 | 4 października 2016  |
| 47 | 3  | Extreme Measures         | Holly Dale        | Drew Lindo, Wendy Riss           | 23 października 2015 | 11 października 2016 |
| 48 | 4  | The Price                | Nathaniel Goodman | April Blair, Robert Doty         | 6 listopada 2015     | 11 października 2016 |
| 49 | 5  | In a Clearing            | Deborah Chow      | Shannon Goss                     | 13 listopada 2015    | 18 października 2016 |
| 50 | 6  | Fight or Flight          | Charles Binamé    | Lisa Randolph                    | 20 listopada 2015    | 18 października 2016 |
| 51 | 7  | The Hound and the Hare   | Anne Wheeler      | Bo Yeon Kim, Erika Lippoldt      | 4 grudnia 2015       | 25 października 2016 |
| 52 | 8  | Our Undoing              | Lee Rose          | Gretchen J. Berg, Aaron Harberts | 8 stycznia 2016      | 25 października 2016 |
| 53 | 9  | Wedlock                  | Norma Bailey      | Wendy Riss, Drew Lindo           | 15 stycznia 2016     | 1 listopada 2016     |
| 54 | 10 | Bruises That Lie         | Megan Follows     | P.K. Simmons                     | 22 stycznia 2016     | 1 listopada 2016     |
| 55 | 11 | Succession               | Charles Biname    | April Blair                      | 25 kwietnia 2016     | 8 listopada 2016     |
| 56 | 12 | No Way Out               | Fred Gerber       | Wendy Riss                       | 2 maja 2016          | 8 listopada 2016     |
| 57 | 13 | Strange Bedfellows       | Shannon Goss      | Norma Bailey                     | 9 maja 2016          | 15 listopada 2016    |
| 58 | 14 | To the Death             | Michael McGowan   | Lily Sparks                      | 16 maja 2016         | 15 listopada 2016    |
| 59 | 15 | Safe Passage             | Stuart Gillard    | Drew Lindo                       | 23 maja 2016         | 22 listopada 2016    |
| 60 | 16 | Clans                    | Fred Gerber       | Gretchen J. Berg, Aaron Harberts | 6 czerwca 2016       | 22 listopada 2016    |
| 61 | 17 | Intruders                | Lee Rose          | April Blair, Drew Lindo          | 13 czerwca 2016      | 29 listopada 2016    |
| 62 | 18 | Spiders in a Jar         | Deborah Chow      | Laura McCarthy                   | 20 czerwca 2016      | 29 listopada 2016    |

## Sezon 4 (2016-2017)
11 marca 2016 roku, stacja The CW ogłosiła przedłużenie serialu o 4 sezon.
| Nr | #  | Tytuł                   | Reżyseria            | Scenariusz                        | Premiera         | Premiera          |
| -- | -- | ----------------------- | -------------------- | --------------------------------- | ---------------- | ----------------- |
| 63 | 1  | With Friends Like These | Stuart Gillard       | Wendy Riss, Drew Lindo            | 10 lutego 2017   | 2 listopada 2017  |
| 64 | 2  | A Grain of Deception    | Fred Gerber          | Patti Carr, Lara Olsen            | 17 lutego 2017   | 9 listopada 2017  |
| 65 | 3  | Leaps of Faith          | Charles Biname       | April Blair, Laurie McCarthy      | 24 lutego 2017   | 16 listopada 2017 |
| 66 | 4  | Playing with Fire       | Fred Gerber          | John J. Sakmar, Kenny Lenhart     | 3 marca 2017     | 23 listopada 2017 |
| 67 | 5  | Highland Games          | Michael McGowan      | Robert D. Doty                    | 17 marca 2017    | 30 listopada 2017 |
| 68 | 6  | Love & Death            | Megan Follows        | Drew Lindo, Wendy Riss            | 24 marca 2017    | 7 grudnia 2017    |
| 69 | 7  | Hanging Swords          | Lee Rose             | Chris Atwood, Kamran Pasha        | 31 marca 2017    | 14 grudnia 2017   |
| 70 | 8  | Unchartered Waters      | Fred Gerber directed | Ben Yeon Kim, Erika Lippoldt      | 7 kwietnia 2017  | 21 grudnia 2017   |
| 71 | 9  | Pulling Strings         | Andy Mikita          | April Blair, Laurie McCarthy      | 14 kwietnia 2017 | 4 stycznia 2018   |
| 72 | 10 | A Better Man            | Dawn Wilkinson       | John J. Sakmar, Kenny Lenhart     | 28 kwietnia 2017 | 11 stycznia 2018  |
| 73 | 11 | Dead of Night           | Deborah Chow         | Wendy Riss Gatsiounis, Drew Lindo | 5 maja 2017      | 18 stycznia 2018  |
| 74 | 12 | The Shakedown           | Norma Bailey         | Patti Carr, Lara Olsen            | 12 maja 2017     | 25 stycznia 2018  |
| 75 | 13 | Coup de Grace           | Megan Follows        | John J. Sakmar, Kerry Lenhart     | 19 maja 2017     | 1 lutego 2018     |
| 76 | 14 | A Bride. A Box. A Body. | Andy Mikita          | April Blair, Robert D. Doty       | 2 czerwca 2017   | 8 lutego 2018     |
| 77 | 15 | Blood in the Water      | Charles Biname       | Drew Lindo, Wendy Riss Gatsiounis | 9 czerwca 2017   | 15 lutego 2018    |
| 78 | 16 | All it Cost Her…        | Holly Dale           | April Blair, Laurie McCarthy      | 16 czerwca 2017  | 22 lutego 2018    |